# Sarule
Sarule – miejscowość i gmina we Włoszech, w regionie Sardynia, w prowincji Nuoro.
Według danych na rok 2021 gminę zamieszkiwało 1596 osób, 30,28 os./km². Graniczy z Mamoiada, Ollolai, Olzai, Orani i Ottana.